# 鋼鐵雄心
《钢铁雄心》（中国大陆又译作，简称HOI）是一款以1936至1948年以二战为背景的战略游戏，由Paradox Interactive开发，Strategy First 发行。玩家可以控制任一国家参与到第二次世界大战的历史进程之中。该游戏于2002年在 Windows 平台发布。Virtual Programming发布Macintosh版本。游戏的主程序员是Johan Andersson。中华人民共和国文化部于2004年下发紧急通知称，该游戏“严重歪曲历史事实，大肆宣扬分裂，危害中国主权领土完整”，并将其列为非法电脑游戏。对此，制作方Paradox Interactive表示，游戏准确描绘中国经历的“艰难时期”，表现中国共产党与国民政府共同抗击日本侵略者，以及共产党在艰难的情况下从腐败的国民政府手中夺取了政权。
为了逃避中国禁令，52pcgame等网站将钢铁雄心改名为小胡子养成计划，继续提供游戏汉化版下载和供玩家讨论。此代正體中文版以《國共秘辛之鋼鐵雄心》為名上市，由遊戲海科技代理發行。

## 续作
《钢铁雄心2》于2005年制作并发布，对科技和游戏系统作出了修改。2009年8月7日，《钢铁雄心3》发布；2016年6月6日，《钢铁雄心4》发布。另外，《钢铁雄心：黑暗时刻》《钢铁雄心：民主兵工厂》等非官方续作也常被玩家列入《钢铁雄心》系列。

## 游戏玩法
游戏时间设定为1936年至1948年，而玩家可自由选择操作此一时间所有的民族国家。游戏中存在三个主要联盟：同盟国、轴心国和共产国际。游戏中的国家可以尝试加入这些联盟。玩家还可以控制他们所操作国家的经济、政府和军队。当只剩下一个联盟或到达结束日期时，游戏便会结束；获胜的联盟是通过胜利点来确定的，而胜利点的给予取决于控制敌国的关键地区或城市。

## DLC
可下载内容 (DLC)，是由Paradox Development Studio（PDS）制作的内容，是对钢铁雄心4的扩展或添加内容。它们本质上是模块化的，这意味着玩家可以通过通过启动器勾选是否需要特定的DLC进行游戏。DLC通常随附一个免费补丁更新，该补丁为玩家提供了大多数新的更新内容，以免阻碍游戏的可玩性。大多数DLC均被视为可选购买内容。
多人游戏也从这种兼容性中受益，也就是说，如果主机具有玩家没有的DLC（扩展包和风味包），则其他玩家将享受与主机一样的游戏体验。